# Citrona
Citronatna citrona (znanstveno ime Citrus medica), je plod oz. sadež agruma, majhnega drevesa oz. grma iz rodu Citrus (družina Rutaceae) in sicer ena od izvirnih treh vrst, skupaj z mandarino in pomelom. Drevo je poimenovano tudi kot citronovec, včasih celo cedra (kakor Italijani), kar pa lahko zavede do neprijetne zmede, saj je cedra praviloma le drevo iz družine borovk (npr. libanonska cedra).

## Rod citrusov
Do nedavnega je rod Citrus zajemal enajst vrst, pred kratkim pa so strokovnjaki določili, da so izvirni citrusi le trije: mandarina (Citrus reticulata), pomelo (Citrus maxima) in citrona (Citrus medica). 
Med križane citruse so tako všteli vse ostale vrste: pomaranča, limona, grenivka, klementina, bergamot, kinoto, kumkvat, kombava in limeta. Prav tako bi naj vse nekdanje vrste fortunelle bile le križanja s kumkvatom.
Ta klasifikacija sicer ni še splošno sprejeta, a že sedaj veliko večino citrusov strokovno zapisujejo z vmesnim znakom križca ali enostavno z »x«, kar pomeni, da gre za križanca, torej hibrid. Čeprav se lahko zdi čudno, da sta tako vsesplošno znana sadeža, kot sta pomaranča ali limona, le hibrida, ne moremo prezreti osnovnih podatkov njunem izvoru in gojenju. Strokovno ju je treba prišteti med umetno pridobljene rastline.
Čeprav je rod citrusov sedaj sestavljen samo iz treh vrst, poznamo namreč med agrumi veliko število naravnih odstopanj in nepravilnosti, bodisi v cvetju, bodisi predvsem v sadežih, zaradi česar se dajo dobiti širom po svetu zelo raznoliki primerki. Razen tega so agronomi razvili nešteto hibridov, ki večkrat nimajo stalnih in ponovljivih lastnosti, zato so nekatere vrste na trgu le za določeno dobo. To povzroča težave pri klasifikaciji agrumov. Omeniti je treba tudi dedne spremembe, ki so pri agrumih zelo pogostne. Gre za mutacijo v poganjkih, ki se včasih pojavi iz neznanih razlogov. Na veji se rodi poganjek, iz katerega zraste veja z nekoliko različnimi lastnostmi od ostalega drevesa. Če se ta vejica uporabi kot potaknjenec, zraste drevo s temi različnimi lastnostmi. Velikokrat  so te nove lastnosti nezaželene, zato se spremembo ne želi ohranjati in se mutirana vejica enostavno odstrani. Včasih je pa sprememba toliko zanimiva, da jo agronomi gojijo dalje in tako dobijo novi križanec.

## Opis
Citrona je do 4 metre visok grm. Mlade veje so rdečkaste do vijoličaste, z velikimi listi, ki lahko dosežejo tudi 20 cm. Cvetovi rastejo v skupinah po tri do dvanajst in so zelo dišeči. V popku so rdečkasti, a odprt cvet je popolnoma bel. Plodovi so svetlo rumeni, ovalni do skoraj okrogli, vzbočeni pri peclju in ošiljeni na nasprotnem koncu, od 20 do 30 cm dolgi. Olupek je na zunanji strani močno hrapav in izredno debel, saj predstavlja do 70 % sadeža. Če odštejemo še semena in mreno med krhlji, dobimo čiste užitne mase le 25-30 % sadeža. Meso, ki je največkrat suho, ima kisel, včasih pa celo sladek okus in zelo rahlo aromo. Lupinino olje je precej aromatično in prijetno.

## Zemljepisna razširjenost
Domovina citrone je Azija, verjetno današnji Butan, od koder pa je zelo zgodaj prišla v Evropo. Stari Rimljani so jo poznali kot asirsko ali medijsko jabolko, kar nam točno pove, po kateri poti je prispela v Sredozemlje. Sprva citrone niso uporabljali v prehrani, temveč le kot pripomoček proti mrčesu, predvsem komarjem, zaradi močnega vonja, ki odganja žuželke. Šele v zgodnjem drugem stoletju so začeli v ta namen uporabljati le olupke, medtem ko je sad prešel v kuhinjo kot začimba. Nekje v tretjem stoletju so začeli rastlino gojiti na Siciliji za pridobivanje soka in kandiranega sadja. Danes se rastlina goji od Sredozemlja do Indije in Indonezije, pa tudi v Avstraliji, Braziliji in ZDA. Samoniklo raste predvsem v raznih krajih Indije.

## Uporaba in vrste
Citrona se uporablja v živilski industriji za pripravo brezalkoholnih pijač, njeno lupino pa tudi kandirajo. Učinkovite sestavine plodov so podobne limonovim.

### Citronat
Iz lupine ovalnih, nagrbančenčih plodov citronatne citrone, težkih do 3 kg, ki imajo zelo malo soka, izdelujejo citonat. 
Italija, Grčija in Korzika izvažajo citronat deloma kot gotovi proizvod, deloma pa plodove kot surovino, ki jih v državah izvoza sami predelajo. V tem primeru je potrebno plodove, ki so bili poprej nasoljeni, namočiti in razsoliti, prerezati ter meso izločiti. Očiščene lupine nato v koncentrirani raztopini sladkorja pod velikim pritiskom kandirajo. Citronat se na trgu pojavlja v kosih, narezan na rezine, ali v obliki drobnih kock.

### Druga uporaba
Zdravilska industrija plodove predeluje za pridobivanje esence iz olupka, a ta esenca se rada zmotni in pušča smolnate usedline. Zato jo po navadi zmešajo z esenco cedrine, ki je sicer manj žlahtna, a cenejša in bolj obstojna.
Ker se citrona ne uporablja kot sveže sadje, se razne varietete pridobivajo bodisi s križanjem kot s selekcijo samo glede na posamezno lastnost, ki je trenutno zaželena na trgu. Tako je bila zelo zgodaj privzgojena cedrina (Citrus medica citrea gibocarpa), ki se uporablja izključno za pridobivanje esence. To je rumena tekočina z močnim vonjem po citroni, ki je sestavljena predvsem iz limonena, citrala in drugih terpenov. Odlično nadomešča esenco prave citrone v vsakem pogledu. Nekateri agronomi menijo, da je celo nesmiselno gojiti originalno citrono, saj jo bo menda ta varieteta popolnoma izpodrinila.
Posebno mesto zavzema etrog ali judovska citrona (Citrus medica var. ethrog), ki ga uporabljajo judovski verniki za Praznik tabernakljev. Prideluje se v Grčiji, Abesiniji, predvsem pa v Izraelu. Za razliko od vseh ostalih citrusov je albedo (spužvasti del olupka) užiten in sočen. Iz celotnega sadeža se z dodatkom sladkorja pridobiva sirup za brezalkoholne pijače.

### Anomalije
Zanimiva je anomalija v razvoju plodov citrone, znana pod imenom »Budova roka«. Pojavlja se sicer tudi v drugih citrusih, predvsem limonah, a pri citronah je skoraj normalna. Gre za nekakšno predčasno razdelitev na krhlje, kar pomeni, da se plod ne razvije okoli skupine krhljev, temveč okoli vsakega krhlja posebej. Plod torej ne postane okrogel, pač pa zadobi obliko pomaranče, ko jo postrežemo: krhlji so razdeljeni samo do polovice, spodaj se še držijo skupaj. Orientalci so v tej obliki videli roko samega Bude in po tem je anomalija dobila ime. Omembe je vredna zato, ker so jo strokovnjaki skušali pri citroni pospeševati, saj je pri tem sadežu samo olupek uporaben in Budova roka sestoji praktično iz samega olupka. A doslej se anomalija ni dala udomačiti: še vedno se pojavlja več ali manj samo spontano.